# محمدرضا آزادی
محمدرضا آزادی (زادهٔ ۱۶ آذر ۱۳۷۸) بازیکن فوتبال اهل ایران است که در پست مهاجم برای استقلال در لیگ برتر خلیج فارس بازی می‌کند.

## عملکرد باشگاهی

### سال‌های اولیه
محمدرضا آزادی ۱۶ آذر ۱۳۷۸ در شهر نقده در خانواده‌ای آذری به دنیا آمد و فوتبال خود را از تیم فوتبال جوانان تراکتور آغاز کرد. وی پس از بازی‌های درخشانی که در تیم پایهٔ تراکتور سازی ارائه داد به درخواست یحیی گل محمدی به تیم بزرگسالان تراکتور منتقل شد و بدین صورت زندگی حرفه ای او آغاز شد.

### تراکتور
محمدرضا آزادی در لیگ هفدهم ۱۳۹۷–۱۳۹۶ به تیم تراکتور تبریز پیوست. وی اولین بازی خود در هفته اول لیگ برتر ۹۷–۱۳۹۶ در مقابل استقلال خوزستان انجام داد. و اولین گل خود را با پیراهن تراکتور در برابر سایپا به ثمر رسوند. آزادی ۳ سال برای تیم تراکتور بازی کرد، وی در طول این سه سال ۵۰ بازی برای این تیم انجام داد و ۴ گل تأثیرگذار به ثمر رساند. آزادی در پایان لیگ نوزدهم و بعد از قهرمانی تراکتور در جام حذفی ۹۹–۱۳۹۸، در ۹ مهر ۱۳۹۹ قرارداد خودش را با تراکتور فسخ کرد.

### پانتولیکوس یونان
محمدرضا آزادی در آبان ۱۳۹۹ به باشگاه فوتبال پانتولیکوس یونان پیوست. وی یک فصل در این تیم بازی کرد و در طول این مدت برای این تیم فقط ۱۱ بازی انجام داد و در نهایت در ۱۸ تیر ۱۴۰۰ ازین تیم جدا شد.

#### استقلال
محمدرضا آزادی در ۱ شهریور ۱۴۰۰ با نظر و درخواست سرمربی وقت استقلال، فرهاد مجیدی با عقد قراردادی دوساله به استقلال پیوست. وی پس از نیم فصل حضور در استقلال از این تیم جدا شد

### آلومینیوم
محمدرضا آزادی پس از جدایی از استقلال در ۲۵ بهمن ۱۴۰۰ با عقد قراردادی به مدت یک فصل و نیم به تیم آلومینیوم اراک پیوست. از بهترین بازی‌های محمدرضا آزادی برای این تیم می‌توان به بازی آلومینیوم در مقابل پرسپولیس اشاره کرد که با دبل خود در این بازی باعث شد این بازی با نتیجه ۳–۲ به سود آلومینیوم به پایان برسد و پرسپولیس از جام حذفی حذف شود.

### نساجی
پس از درخشش آزادی زیر نظر و مربیگری مهدی رحمتی در آلومینیوم، وی در ۱ تیر ۱۴۰۲ با قراردادی دوساله به باشگاه فوتبال نساجی مازندران پیوست تا دوباره زیر نظر مهدی رحمتی بازی کند.

#### لیگ قهرمانان آسیا ۲۰۲۳
وی با پیراهن نساجی در لیگ قهرمانان آسیا ۲۰۲۳ نمایش خوبی از خود به جا گزاشت به طوری که در اولین بازی نساجی در لیگ قهرمانان آسیا ۲۰۲۳ در مقابل بمبئی سیتی یک گل به ثمر رساند و بهترین بازیکن این مسابقه شد. در دومین بازی که در مقابل الهلال بود ناکام موند، اما در سومین بازی خود در برابر نوبهار نمنگان یک گل دیگر به ثمر رسوند و دوباره به عنوان بهترین بازیکن زمین انتخاب شد. وی در چهارمین بازی دوباره در مقابل نوبهار نمنگان گلزنی کرد. و همچنین توانست در بازی برگشت در مقابل مومبای سیتی گلی دیگر را به ثمر برساند تا برای سومین بار در این فصل لیگ قهرمانان آسیا عنوان بهترین بازیکن زمین را دریافت کند اما در آخرین بازی نساجی در مرحله گروهی در مقابل الهلال مجدداً ناکام موند و نساجی در این فصل از مسابقات لیگ قهرمانان آسیا از صعود به مرحله بعدی بازموند.
محمدرضا آزادی پس از یک فصل حضور در نساجی از این تیم جدا شد.

### العروبه
باشگاه فوتبال العروبه حاضر در لیگ برتر امارات متحده عربی با پرداخت بندِ فسخ قرارداد محمدرضا آزادی به نساجی در ۱۶ مرداد ۱۴۰۳ این بازیکن را بخدمت گرفت در این فصل آزادی پای ثابت ترکیب العروبه بوده و در هر ۱۲ مسابقه لیگ برتری تیمش به میدان رفته که توانسته ۳ گل برای این تیم بحران‌زده اماراتی که جمعاً ۷ گل در لیگ به‌ثمر رسانده بود، بزند.

### استقلال
وی در ۱ بهمن ۱۴۰۳ در پنجره نقل و انتقلاتی زمستانی با عقد قراردادی دو و نیم ساله به استقلال بازگشت.

## آمار باشگاهی
| عملکرد باشگاهی   | عملکرد باشگاهی   | عملکرد باشگاهی   | لیگ      | لیگ      | جام      | جام      | قاره‌ای | قاره‌ای | سایر     | سایر     | مجموع | مجموع |
| باشگاه           | لیگ              | فصل              | بازی     | گل       | بازی     | گل       | بازی   | گل     | بازی     | گل       | بازی  | گل    |
| —                | —                | —                | لیگ برتر | لیگ برتر | جام حذفی | جام حذفی | آسیا   | آسیا   | سوپر جام | سوپر جام | مجموع | مجموع |
| ---------------- | ---------------- | ---------------- | -------- | -------- | -------- | -------- | ------ | ------ | -------- | -------- | ----- | ----- |
| تراکتور          | لیگ برتر         | ۲۰۱۷–۲۰۱۸        | ۲۷       | ۱        | ۳        | ۰        | ۳      | ۰      | –        | –        | ۳۳    | ۱     |
| تراکتور          | لیگ برتر         | ۲۰۱۸–۲۰۱۹        | ۷        | ۰        | ۰        | ۰        | –      | –      | –        | –        | ۷     | ۰     |
| تراکتور          | لیگ برتر         | ۲۰۱۹–۲۰۲۰        | ۱۶       | ۳        | ۵        | ۱        | –      | –      | –        | –        | ۲۱    | ۴     |
| مجموع تراکتور    | مجموع تراکتور    | مجموع تراکتور    | ۵۰       | ۴        | ۸        | ۱        | ۳      | ۰      | –        | –        | ۶۱    | ۵     |
| پانتولیکوس       | سوپر لیگ یونان   | ۲۰۲۰–۲۰۲۱        | ۱۰       | ۰        | ۲        | ۰        | –      | –      | ۱        | ۰        | ۱۳    | ۰     |
| مجموع پانتولیکوس | مجموع پانتولیکوس | مجموع پانتولیکوس | ۱۰       | ۰        | ۲        | ۰        | –      | –      | ۱        | ۰        | ۱۳    | ۰     |
| استقلال          | لیگ برتر         | ۲۰۲۱–۲۰۲۲        | ۲        | ۰        | ۱        | ۰        | –      | –      | –        | –        | ۳     | ۰     |
| استقلال          | لیگ برتر         | ۲۰۲۴–۲۰۲۵        | ۱۱       | ۱        | ۳        | ۱        | ۴      | ۱      | –        | –        | ۱۸    | ۳     |
| مجموع استقلال    | مجموع استقلال    | مجموع استقلال    | ۱۳       | ۱        | ۴        | ۱        | ۴      | ۱      | ۰        | ۰        | ۲۱    | ۳     |
| آلومینیوم        | لیگ برتر         | ۲۰۲۱–۲۰۲۲        | ۱۲       | ۱        | ۳        | ۲        | –      | –      | –        | –        | ۱۵    | ۳     |
| آلومینیوم        | لیگ برتر         | ۲۰۲۲–۲۰۲۳        | ۲۹       | ۷        | ۲        | ۱        | –      | –      | –        | –        | ۳۱    | ۸     |
| مجموع آلومینیوم  | مجموع آلومینیوم  | مجموع آلومینیوم  | ۴۱       | ۸        | ۵        | ۳        | –      | –      | –        | –        | ۴۶    | ۱۱    |
| نساجی            | لیگ برتر         | ۲۰۲۳–۲۰۲۴        | ۲۷       | ۸        | ۱        | ۰        | ۶      | ۴      | –        | –        | ۳۴    | ۱۲    |
| مجموع نساجی      | مجموع نساجی      | مجموع نساجی      | ۲۷       | ۸        | ۱        | ۰        | ۶      | ۴      | –        | –        | ۳۴    | ۱۲    |
| العروبه          | لیگ برتر امارات  | ۲۰۲۴–۲۰۲۵        | ۱۲       | ۳        | ۲        | ۰        | –      | –      | ۱        | ۰        | ۱۵    | ۳     |
| مجموع آمار       | مجموع آمار       | مجموع آمار       | ۱۵۳      | ۲۴       | ۲۲       | ۴        | ۱۳     | ۵      | ۲        | ۰        | ۱۹۰   | ۳۳    |

## آمار ملی
تا تاریخ ۲۱ مارس ۲۰۲۴
| ایران | ایران | ایران |
| سال   | بازی  | گل    |
| ----- | ----- | ----- |
| ۲۰۲۴  | ۱     | ۰     |
| مجموع | ۱     | ۰     |

## افتخارات

### باشگاهی

#### تراکتور
- جام شهدا
  - قهرمانی (۱): ۱۳۹۶
- جام حذفی ایران
  - قهرمانی (۱): ۱۳۹۹–۱۳۹۸

#### استقلال
- جام حذفی ایران
  - قهرمانی (۱): ۰۴–۱۴۰۳

## عملکرد ملی

### تیم ملی امید
آزادی برای تیم ملی فوتبال زیر ۲۳ سال ایران به میدان رفته و آمار ۹ بازی انجام داد و ۴ گل ملی در کارنامهٔ خود ثبت کرد.

### تیم ملی ایران
آزادی برای اولین بار در فروردین ۱۴۰۳ به اردوی تیم ملی ایران برای بازی‌های مقدماتی جام جهانی ۲۰۲۶ دعوت شد و و اولین بازی ملی خود را در ۲ فروردین ۱۴۰۳ مقابل ترکمنستان انجام داد.